# Akira Sasaki
Akira Sasaki (jap. 佐々木 明, Sasaki Akira; * 26. September 1981 in Ōno (heute: Hokuto), Hokkaidō) ist ein japanischer Skirennläufer. Er war auf die Disziplin Slalom spezialisiert.

## Biografie
Als 15-Jähriger nahm Sasaki ab November 1996 an FIS-Rennen teil, ab Februar 1997 auch in der kontinentalen Meisterschaft Far East Cup. Sein Debüt im Weltcup hatte er am 17. Februar 2001 im Slalom von Shigakogen, bei welchem er sich nicht für den zweiten Durchgang qualifizieren konnte. Eine bemerkenswerte Leistung gelang ihm am 19. Januar 2003 im Lauberhornslalom von Wengen, wo er mit der Startnummer 65 völlig überraschend nur vier Hundertstelsekunden hinter dem Italiener Giorgio Rocca auf den zweiten Platz fuhr und somit seine ersten Weltcuppunkte gewann.
In der Weltcupsaison 2003/04 war ein vierter Platz in Kranjska Gora Sasakis bestes Ergebnis, in der Saison 2004/05 ein fünfter Platz in Sestriere. Sein bestes Riesenslalom-Ergebnis erzielte er 2005 mit dem 24. Platz in Sölden. Gegen Ende der Saison 2005/06 fuhr er in Weltcupslaloms weitere zwei Mal auf den zweiten Platz, in Schladming und Shigakogen. In den folgenden Jahren gelang es ihm nur noch vereinzelt, in die Punkteränge zu fahren. Sein letztes Weltcuprennen bestritt er am 9. März 2014 in Kranjska Gora (Platz 22 im Slalom). 
Sasaki nahm an vier Olympischen Spielen und an sieben Weltmeisterschaften teil. Sein bestes Ergebnis bei einem Großanlass war der 18. Platz im Slalom der Olympischen Winterspiele 2010. Dreimal wurde er japanischer Slalom-Meister.
Im August 2022 feierte Sasaki ein überraschendes Comeback, als er am Cerro Catedral ein FIS-Rennen mit Startnummer 85 gewann. Als Ziel setzt er sich eine Teilnahme bei den Olympischen Winterspielen 2026.

## Erfolge

### Olympische Spiele
- Salt Lake City 2002: 34. Slalom
- Vancouver 2010: 18. Slalom

### Weltmeisterschaften
- St. Anton 2001: 19. Slalom
- St. Moritz 2003: 38. Super-G
- Åre 2007: 28. Riesenslalom, 36. Superkombination, 54. Super-G
- Schladming 2013: 19. Slalom

### Weltcup
- 21 Platzierungen unter den besten zehn, davon 3 Podestplätze

### Weltcupwertungen
| Saison  | Gesamt                                | Gesamt                                | Riesenslalom                          | Riesenslalom                          | Slalom                                | Slalom                                |
| Saison  | Platz                                 | Punkte                                | Platz                                 | Punkte                                | Platz                                 | Punkte                                |
| ------- | ------------------------------------- | ------------------------------------- | ------------------------------------- | ------------------------------------- | ------------------------------------- | ------------------------------------- |
| 2002/03 | 48.                                   | 166                                   | -                                     | -                                     | 15.                                   | 166                                   |
| 2003/04 | 38.                                   | 216                                   | -                                     | -                                     | 11.                                   | 216                                   |
| 2004/05 | 49.                                   | 151                                   | 55.                                   | 7                                     | 14.                                   | 144                                   |
| 2005/06 | 25.                                   | 333                                   | -                                     | -                                     | 7.                                    | 333                                   |
| 2006/07 | 72.                                   | 90                                    | -                                     | -                                     | 23.                                   | 90                                    |
| 2007/08 | 60.                                   | 126                                   | -                                     | -                                     | 23.                                   | 126                                   |
| 2008/09 | 121.                                  | 16                                    | -                                     | -                                     | 49.                                   | 16                                    |
| 2009/10 | 71.                                   | 94                                    | -                                     | -                                     | 21.                                   | 94                                    |
| 2010/11 | 129.                                  | 17                                    | -                                     | -                                     | 47.                                   | 17                                    |
| 2011/12 | keine Platzierung in den Punkterängen | keine Platzierung in den Punkterängen | keine Platzierung in den Punkterängen | keine Platzierung in den Punkterängen | keine Platzierung in den Punkterängen | keine Platzierung in den Punkterängen |
| 2012/13 | 107.                                  | 22                                    | -                                     | -                                     | 42.                                   | 22                                    |
| 2013/14 | 116.                                  | 16                                    | -                                     | -                                     | 41.                                   | 16                                    |

### Kontinentalcups
- 1 Podestplatz im Europacup
- 2 Podestplätze im Nor-Am Cup
- 14 Podestplätze im Far East Cup, davon 7 Siege

### Juniorenweltmeisterschaften
- Pra Loup 1999: 24. Slalom, 27. Riesenslalom, 46. Super-G
- Québec 2000: 17. Slalom, 34. Riesenslalom, 44. Super-G, 58. Abfahrt
- Verbier 2001: 6. Slalom, 32. Riesenslalom

### Weitere Erfolge
- 3 japanische Meistertitel (Slalom 2007, 2012, 2013)
- 19 Siege in FIS-Rennen